# ポングアン
ポングアン （Pontgouin）は、フランス、サントル＝ヴァル・ド・ロワール地域圏、ウール＝エ＝ロワール県のコミューン。

## 人口統計
| 1962年 | 1968年 | 1975年 | 1982年 | 1990年 | 1999年 | 2004年 | 2014年 |
| ------ | ------ | ------ | ------ | ------ | ------ | ------ | ------ |
| 922    | 936    | 1389   | 833    | 854    | 875    | 975    | 1120   |

参照元:1962年から1999年までは複数コミューンに住所登録をする者の重複分を除いたもの。それ以降は当該コミューンの人口統計によるもの。1999年までEHESS/Cassini、2006年以降INSEE。

## 史跡

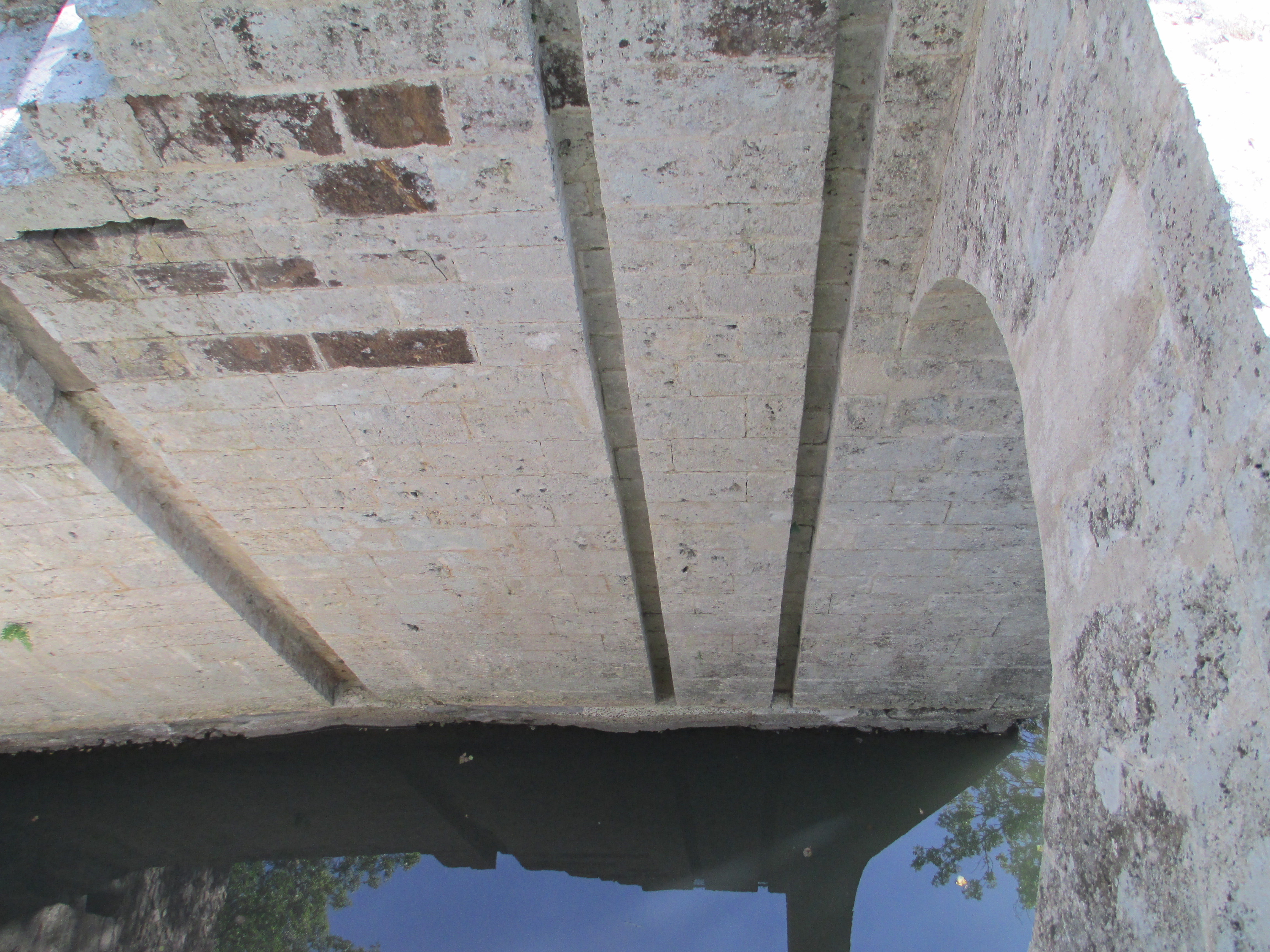
ボワザール閘門
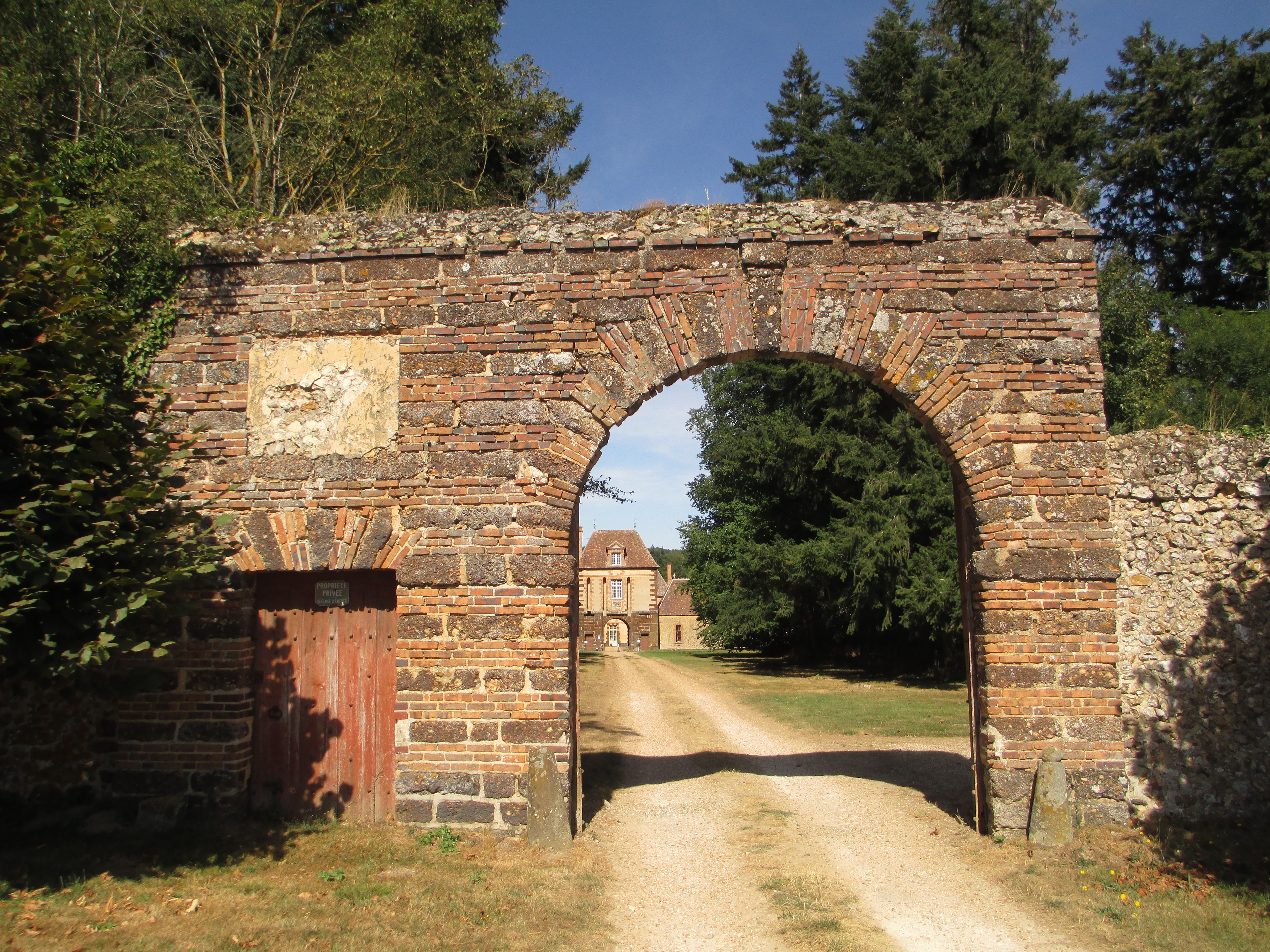
ラ・リヴィエールのシャトー
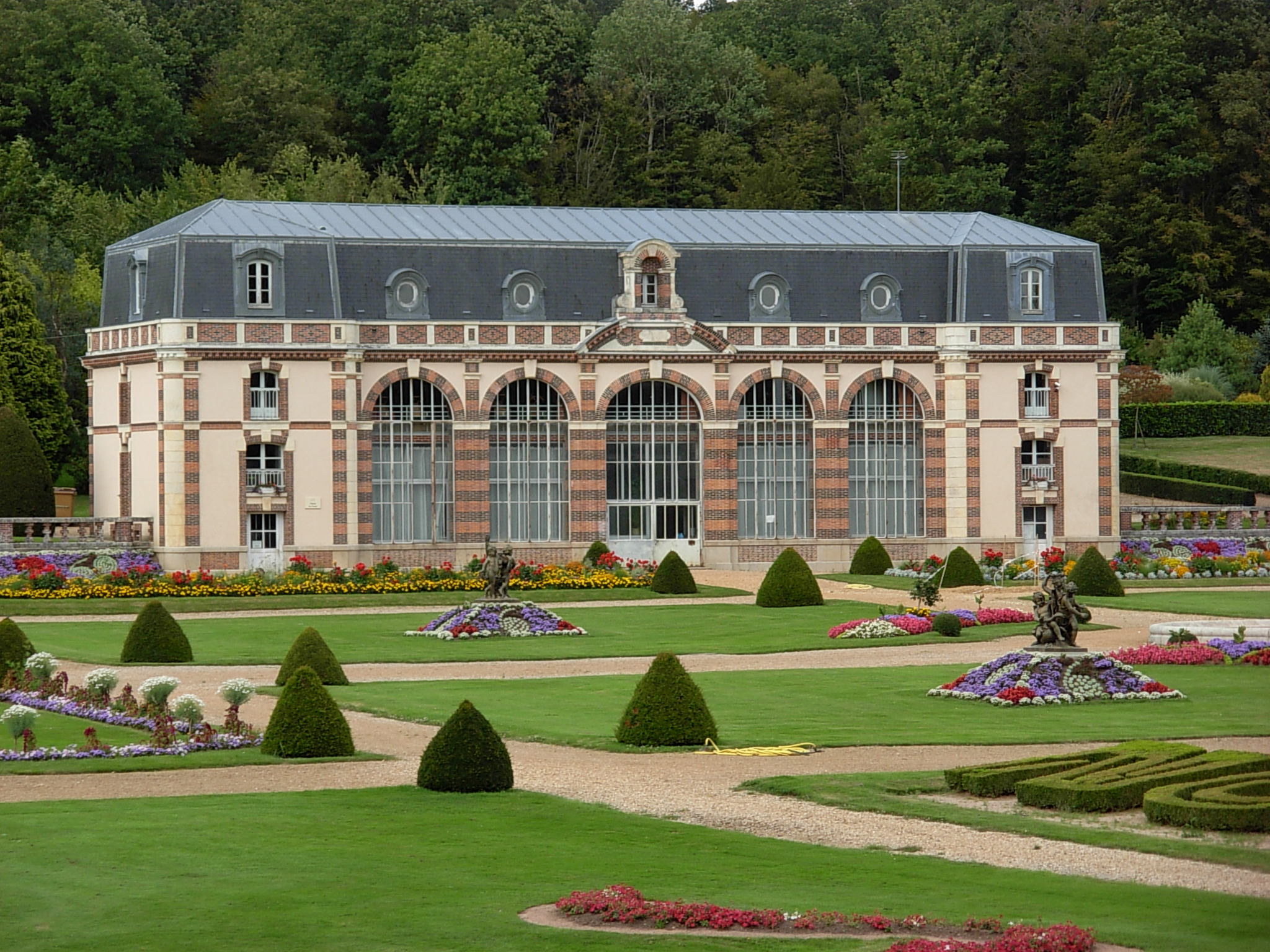
ヴォーのシャトー付属のオレンジ園
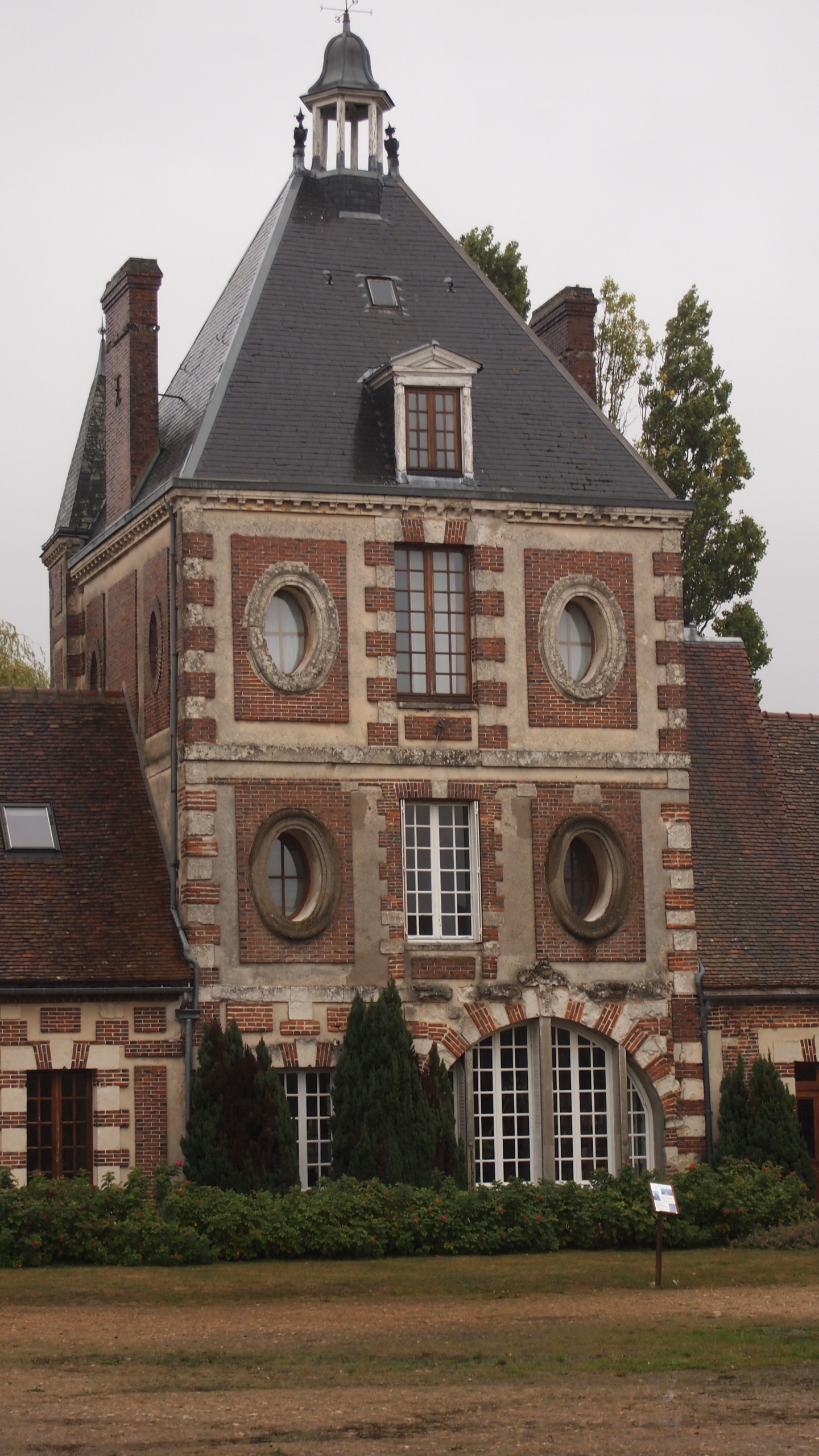
プレシーの農園

- ボワザール閘門 - ウール川からヴェルサイユ宮殿に水を引くため、ヴォーバンが建設したウール運河の一部。ポングアンは運河の出発地点である。歴史的記念物[4]
- ラ・リヴィエールのシャトー - 煉瓦とペルシュ地方特産のブリゾン石を用いて建てられた17世紀の城。歴史的記念物[5]
- ヴォーのシャトー - 19世紀建設。ルイ15世様式。1804年に政治家であるアリグル侯爵が建物を購入後、拡張された。